# Zabołottia
Zabołottia (ukr. Заболоття, dawniej Kolonia Klicko) – wieś na Ukrainie w rejonie lwowskim (wcześniej w  rejonie gródeckim) obwodu lwowskiego.